# Szczepankowo (gromada w powiecie łomżyńskim)
Szczepankowo – dawna gromada, czyli najmniejsza jednostka podziału terytorialnego Polskiej Rzeczypospolitej Ludowej w latach 1954–1972.
Gromady, z gromadzkimi radami narodowymi (GRN) jako organami władzy najniższego stopnia na wsi, funkcjonowały od reformy reorganizującej administrację wiejską przeprowadzonej jesienią 1954 do momentu ich zniesienia z dniem 1 stycznia 1973, tym samym wypierając organizację gminną w latach 1954–1972.
Gromadę Szczepankowo z siedzibą GRN w Szczepankowie utworzono – jako jedną z 8759 gromad – w powiecie łomżyńskim w woj. białostockim, na mocy uchwały nr 18/V WRN w Białymstoku z dnia 4 października 1954. W skład jednostki weszły obszary dotychczasowych gromad Szczepankowo, Mikołajki, Osobne, Wszerzecz, Szczepankowo Kolonia, Młynik i Kraska ze zniesionej gminy Szczepankowo w tymże powiecie. Dla gromady ustalono 15 członków gromadzkiej rady narodowej.
31 grudnia 1959 do gromady Szczepankowo przyłączono obszar zniesionej gromady Uśnik oraz wsie Chojny Młode, Chojny Stare, Chojny-Naruszczki, Grzymały Szczepankowskie, Leopoldowo i Sulki oraz przysiółek Korytki Borowe ze zniesionej gromady Chojny Młode.
31 grudnia 1961 do gromady Szczepankowo przyłączono wsie Żebry i Żebry-Kolonia ze zniesionej gromady Konopki Młode.
1 stycznia 1972 do gromady Szczepankowo przyłączono wsie Andrzejki, Boguszyce, Czaplice, Kisiołki Stare, Konopki i Zagroby ze zniesionej gromady Konarzyce.
Gromada przetrwała do końca 1972 roku, czyli do kolejnej reformy gminnej. Z dniem 1 stycznia 1973 roku reaktywowano gminę Szczepankowo.